# Achab

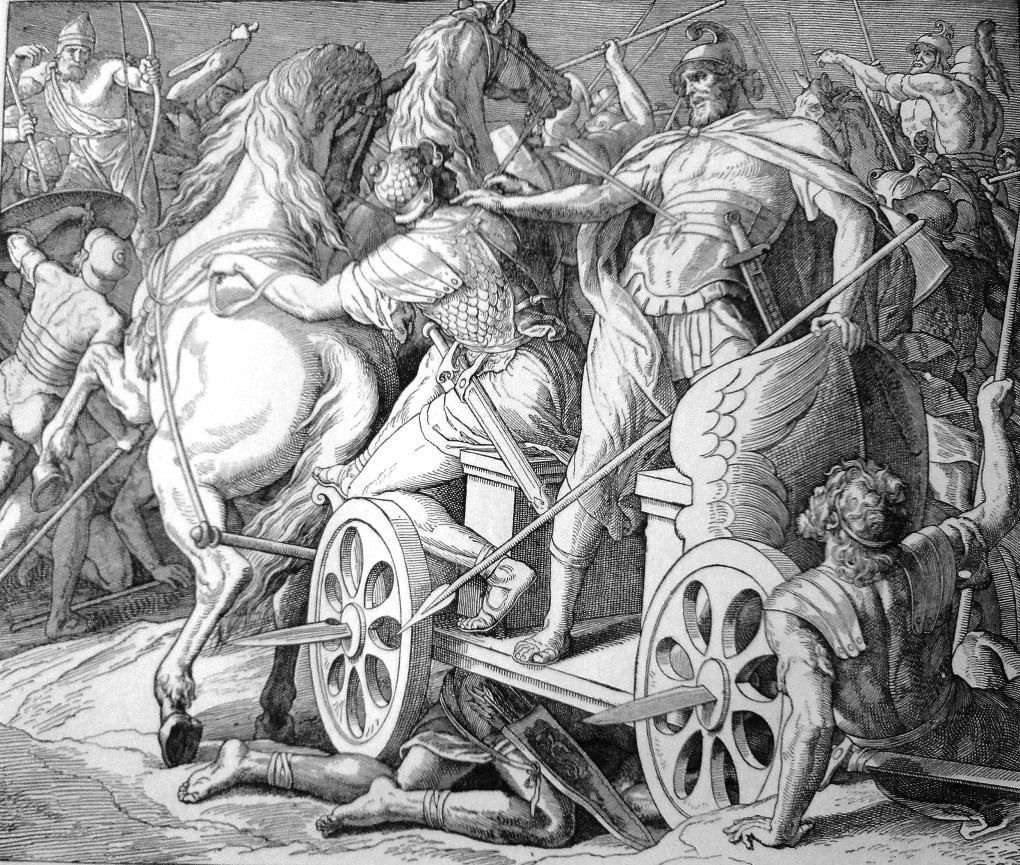
De dood van Achab door Julius Schnorr von Carolsfeld

Achab (אַחְאָב, "broeder van vader") was koning van het koninkrijk Israël. Hij regeerde ongeveer 22 jaar rond het midden van de 9e eeuw v.Chr. Hij was de zoon en opvolger van Omri en getrouwd met Izebel, de dochter van koning Ithobaäl I van Tyrus.

## Hebreeuwse Bijbel
De geschiedenis rond Achab wordt deels beschreven in 1 Koningen 16:28- 22:45 van de Hebreeuwse Bijbel. Hij bevorderde de welvaart van zijn volk en men neemt aan dat tot Achabs bouwwerkzaamheden ook de voltooiing behoorde van de versterkingen van de stad Samaria.
De tempel voor aanbidding van JHWH stond in Jeruzalem en Achab deed al het mogelijke om het godsdienstig volk in zijn koninkrijk te houden. Achab liet zich er door zijn vrouw Izebel toe bewegen Baäl te aanbidden, een tempel voor Baäl te bouwen en een heilige paal ter ere van Astarte (Astoreth) op te richten.
Elia, de profeet en religieuze rivaal van Achab en Izebel, was gestorven (een hemelvaart "in een wervelwind"), maar Elisa zette zijn campagne tegen met name Izebel voort. Elisa organiseerde een militaire coup tegen Izebel en riep legeraanvoerder en strijdwagenrijder Jehu tot koning uit "in naam van JHWH". Deze trok onmiddellijk naar de vlakte van Jizreël waar Izebel met haar zoon Joram verblijf hield. Toen Joram van Israël en zijn neef Ahazia van Juda, die daar eveneens aanwezig was, uitreden op weg naar onderhandelingen, werden ze meedogenloos met pijlen doorboord. Toen Jehu met zijn gevolg bij het paleis aankwam en Izebel in het staatsievenster verscheen, gaf hij zijn schutters opdracht pijlen op haar af te vuren en liet haar uit het venster naar beneden werpen, waarop hij met zijn wagen het lijk van de koningin onherkenbaar vermorzelde. De hele koninklijke familie (zeventig personen) werd daaropvolgend uitgemoord.
Jehu riep daarna al de Baälpriesters en vereerders in hun tempel in Samaria bijeen voor een 'offer', maar liet allen afslachten en de tempel met de grond gelijk maken. Deze gewelddadige gebeurtenissen leidden voor het koninkrijk Israël een episode van riskante zwakte in voor de daarop volgende vijftig jaar. Ook in het koninkrijk Juda duurde het een hele tijd voor er een stabiel bestuur werd ingesteld.

## Joodse traditie
Volgens de Joodse overlevering rekent men Achab onder de drie koningen die geen aandeel hebben in het eeuwig leven.

## Archeologie
Met de assyriologie komen voor het eerst onafhankelijke bronnen van tijdgenoten naar voren ter controle van de Bijbelse historie van die tijd. Zo komen bijvoorbeeld de namen van koningen als Omri, Achab, Jehu in de Assyrische bronteksten voor. En de verslagen sluiten wederzijds op elkaar aan (met overdrijvingen en weglatingen).
De Stele van Mesha (koning van Moab) herinnert aan de strijd tegen Israël onder Achab. De stele is gemaakt rond 840 v.Chr.. Het is een grote plaat van basalt, later in drie stukken teruggevonden, en nu bewaard in het Louvre:
Wat Omri betreft, koning van Israël, hij vernederde Moab vele jaren. En zijn zoon volgde hem op en ook hij zei: 'ik zal Moab vernederen'. Zo sprak hij in mijn tijd, maar ik overwon hem en zijn huis, terwijl Israël onderging voor immer.

### Bouwwerken
Achab had in Samaria een "ivoren paleis" gebouwd. Opgravingen tonen Fenicisch fijn snijwerk waarin de culturele invloed van Tyrus herkenbaar is. Hij herbouwde ook Hazor en Megiddo. En "Salomo's stallen" waren in feite door Achab gebouwd. Waarschijnlijk waren het eerder magazijnen met garnizoensvoorraden, zoals ook uit opgravingen in Tell es-Seba is gebleken. Ook het vernuftige watertoevoersysteem met diepe grote schacht en trappen in Megiddo, evenals dat in Hazor, zou onder zijn regering en door zijn bekwame ingenieurs zijn gebouwd.

## Politieke daden

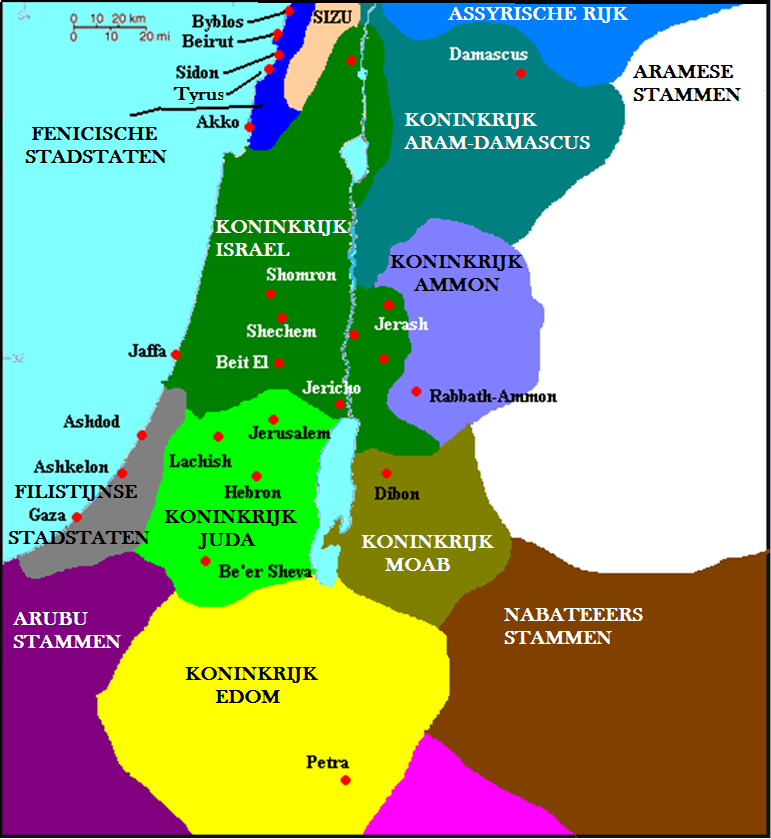
De Israëlische regio in de 9e eeuw v.Chr.
Fenicische stadstaten
koninkrijk Israël
koninkrijk Juda
Filistijnse stadstaten
koninkrijk Edom

Achab sloot zich aan bij een nieuwe Middellandse Zeetocht van Salmanasser III en zette daarvoor 2000 strijdwagens en 10 000 infanteristen mee in. Ook zijn aartsvijand Ben-Hadad van Damascus, de grootste van de Aramese koningen, had zich bij deze alliantie aangesloten. De alliantie leverde slag bij Qarqar in de vallei van de Orontes in 853 v.Chr. waar Salmanassar tijdelijk tot staan werd gebracht, al claimt hij in inscripties een grote zege. Het koninkrijk Israël was daarmee tijdelijk veilig tot 841 v.Chr.. Van deze feiten wordt in de Bijbel nergens gewag gemaakt, maar ze staan vermeld in de archieven van de Assyriërs.
In de laatste regeringsjaren van Achab en Izebel was de oppositie tegen hun liberaal-religieuze politiek voortdurend aangewakkerd door een van de vroege profeten. Vaak trokken zij in groepen in extase uit, zingend en dansend en orakelachtige uitspraken doend. Ze werden door velen als gek beschouwd, maar hadden ook hun aanhangers.
Achab stierf in een slag bij Ramoth in Gilead. Izebel bleef de macht achter de schermen uitoefenen terwijl twee van hun jonge zonen kort achter elkaar over het koninkrijk Israël regeerden.